# أولاد امبارك بن رمضان (أولاد جابر)
أولاد امبارك بن رمضان هو دُوَّار يقع بجماعة معتركة، إقليم فكيك، جهة الشرق في المملكة المغربية. ينتمي الدوّار لمشيخة أولاد جابر التي تضم 4 دواوير. يقدر عدد سكانه بـ 204 نسمة حسب الإحصاء الرسمي للسكان والسكنى لسنة 2004.

## روابط خارجية
- البوابة الوطنية للجماعات الترابية
- المندوبية السامية للتخطيط